# Mahō shōjo Lyrical Nanoha Force
Magical Record Lyrical Nanoha Force (魔法戦記リリカルなのはForce?, Mahō Senki Ririkaru Nanoha Force) o Magical War Chronicle Lyrical Nanoha Force è una serie manga giapponese scritta da Masaki Tsuzuki ed illustrata da Yukari Higa. Fa parte della quarta serie di Nanoha insieme a ViVid, ed è serializzata sulla rivista Nyantype della Kadokawa Shoten, dove ha debuttato nel numero di aprile 2009. Nel gennaio 2014, sono stati pubblicati sei volumi della serie, che comprendono i primi ventinove capitoli della storia, Nel luglio 2013, il manga e stato sospeso a tempo indefinito, non essendo mai arrivato alla conclusione, non e più ripreso. La storia del manga è ambientata sei anni dopo gli eventi di Mahō shōjo Lyrical Nanoha StrikerS, e ruotano intorno alle investigazioni relative ad un altro artefatto magico, il Libro della Croce d'Argento. Un manga yonkoma basato sulla serie, ed intitolato Magical Record Lyrical Nanoha Force Dimension, ha iniziato ad essere serializzato sulla rivista Nyantype dal 30 marzo 2010 per poi proseguire su 4koma Nano Ace a partire dal 9 marzo 2011.

## Trama
Sei anni dopo l'incidente di JS, una giovane viaggiatrice dimensionale, Thoma Avenir libera una misteriosa ragazza mura chiamata Lily-Strosek, tenuta prigioniera presso un centro di ricerca nel lontano mondo di Ruwella. Tuttavia, così facendo, Thoma diventa inconsapevolmente complice nell'incidente della Bibbia della Croce d'Argento, l'ultima crisi interdimensionale che dovrà essere affrontata dagli ex membri del Riot Force 6.